# Institut for Fysik og Astronomi (Aarhus Universitet)
56°10′02″N 10°11′56″Ø / 56.16722°N 10.19889°Ø
Institut for Fysik og Astronomi er et institut under Faculty of Natural Sciences ved Aarhus Universitet. 

## Introduktion
Institut for Fysik og Astronomi (IFA) er ét af 11 institutter under Aarhus Faculty of Science and Technology ved Aarhus Universitet. Instituttets vigtigste opgaver er at dyrke forskning på internationalt niveau, at give forskningsbaseret undervisning på bachelor-, kandidat- og ph.d. niveau samt at udveksle viden med den øvrige del af samfundet.
Instituttets rødder går tilbage til 1933, da ”Det fysiske Institut” blev etableret som støtteinstitut for et lægevidenskabeligt studium. I 1992 blev Det fysiske Institut slået sammen med Astronomisk Institut til det nuværende Institut for Fysik og Astronomi.
Instituttet er karakteriseret ved både stor faglig bredde og ved forskning på internationalt niveau. Instituttet er på adskillige områder endog i verdenseliten. 

## Forskning
Der er ved IFA i øjeblikket ansat 39 lektorer, seniorforskere og professorer. Hertil kommer cirka dobbelt så mange tidsbegrænset ansatte lektorer, adjunkter og postdocs. Det høje faglige niveau for forskningen ved IFA dokumenters bl.a. af, at forskere ved IFA er/har været deltagere i hele fire Grundforskningscentre (ACAP, CAMP, TAC, QUANTOP), samt ét Lundbeckcenter. Der forskes inden for fire hovedområder:
- Atomar, molekylær og optisk fysik
- Faststoffysik og nanofysik
- Subatomar fysik
- Astrofysik

Institut for Fysik og Astronomi har altid været kendetegnet ved at have en stor og tidssvarende teknisk-administrativ stab (TAP'er) med et højt kompetenceniveau, der bl.a. har muliggjort opbygningen af større forskningsfaciliteter som synkrotronstrålingslagerringen ASTRID2 med foraccelerator ASTRID og den elektrostatiske ion-lagerring ELISA, der drives af The Institute for Storage Ring Facilities som en del af IFA.

## Undervisning
Uddannelse er en af IFAs hovedopgaver. Instituttet uddanner bachelorer, kandidater og ph.d.er. Næsten alle IFAs studerende fortsætter efter bachelorstudiet på et kandidatstudium, hovedparten på IFA. IFA uddanner ca. 65 kandidater og ca. 15 ph.d.er pr. år. Undervisningen er på alle niveauer forskningsbaseret, og kursusudbuddet i de senere dele af studiet afspejler instituttets forskningsaktiviteter.

## Kontakt til det øvrige samfund
Medarbejdere ved Institut for Fysik og Astronomi udveksler viden med og foretager rådgivning af en lang række virksomheder og offentlige institutioner. Det sker inden for felter som overfladebehandling og – belægning, udvikling af solceller, optiske sensorer, overfladestrukturering ved lasere , udvikling af lysledere samt udvikling af tunnelmikroskoper.
Aarhus AMS Center (AARAMS), der foretager dateringer ved hjælp af kulstof–14 metoden, rådgiver og udveksler viden med mange museer og GEUS. AARAMS foretager også eksponeringsdateringer ved målinger af beryllium-10 og aluminium-26 i samarbejde med Institut for Geoscience.
IFA ser det som en vigtig opgave at skabe interesse for fysik og astronomi generelt i samfundet, at udbrede kendskabet til forskning og studier ved IFA, at yde inspiration til undervisningen i gymnasiet, og at få flere til at studere fysik og astronomi. Derfor har instituttet et stort program for besøgende, mest gymnasieelever. Omkring 3000 elever og andre besøgende kommer hvert år Instituttet.